# Страсбурзьке князь-єпископство
Страсбурзьке князь-єпископство (нім. Fürstbistum Straßburg; тоськ. Fìrschtbischofsìtz Strossburi(g)) — церковне князівство Священної Римської імперії з XIII століття до 1803 року. 
(нім. Fürstbistum Straßburg; тоськ. Fìrschtbischofsìtz Strossburi(g))
Наприкінці XVII століття більша частина його території анексувала Франція; складалося з територій на лівому березі Рейну, навколо міст Саверн, Мольсайм, Бенфельд, Дахштайн, Дамбак, Доссенайм-Кошерсберг, Ерстен, Кестенбольц, Рінау та Мундат (що складався з Руффака, Зульца та Егісайму). 
Священна Римська імперія визнала анексії за Рейсвейцьким договором 1697 року. 
Залишилася лише частина держави, що знаходилася на правому березі Рейну та складалася з територій навколо міст Оберкірх, Еттенгайм та Оппенау. Цю територію секуляризував Баден в 1803 році.

## Рання історія
Заснування Страсбурзької єпархії, ймовірно, сягає римських часів і  відновлено після періоду Великого переселення народів. 
З франкського періоду до 1801 року вона належала до церковної провінції Майнц.
Передумовою для пізнішого територіального формування, починаючи з часів Меровінгів, були володіння в безпосередній близькості від Страсбурга. 
Дагоберт I, зокрема, відзначився пожертвами страсбурзькій церкві. 
Головним завданням єпархії була місіонерська діяльність, наприклад, у деяких частинах Шварцвальду. 
Ранні володіння знаходилися в долині Брюш, поблизу Руфака та в Еттенгаймській марці.
Після падіння Франкської імперії єпископи, такі як Ратольд Страсбурзький, орієнтувалися на Східно-Франкську імперію. 
В оттонський період до нього приєднали різні монастирі та пов'язану з ними власність, на Рейні та в Гонау. 
Єпископи також здобули князівську владу, в 974 році — право карбувати монети, а в 982 році — юрисдикцію в місті Страсбург. 
За кількома винятками, такими як єпископ Рихвін, призначений Карлом Простакуватим, єпископи були вірними імперії. 
Це також стосувалося часів суперечки про інвеституру. 
Найвидатнішими єпископами були Ерхенбальд, Вільдерод та Вернер. 
Останній збудував романський собор і відіграв певну роль у сходженні на престол Конрада II в 1024 році. 
Отто Гогенштауфен, якого призначили єпископом в 1082 році, здобув інвеституру від імператора, як і його наступники. 
Це поставило їх у конфлікт з капітулом собору, який підтримував Ватикан. 
Зрештою, капітулу вдалося здобути право обирати єпископів. 
В результаті єпархія стала на бік Папи Римського та виступила проти династії Гогенштауфенів. 
У 1199 році місто Страсбург захопив Філіпп Швабський.

## Формування території

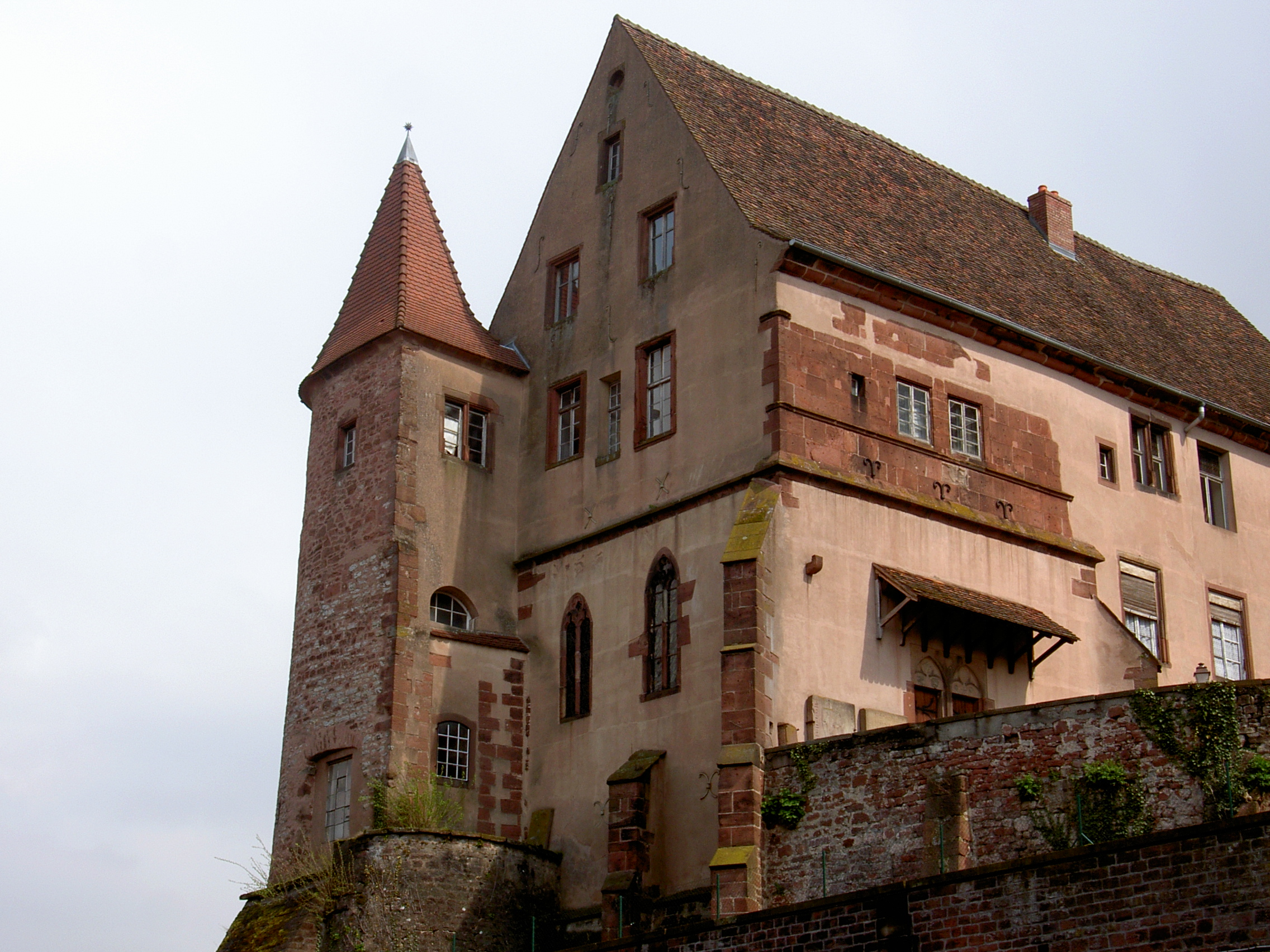
Старий замок Саверн

Маєтки в Брайсгау знову розширили близько 1200 року завдяки хрестоносному пожертвуванню графа Бертольда фон Німбурга. 
Однак територіальне надбання там згодом було невдалим. 
У період Штауферів на колишніх єпископських володіннях виникло кілька імперських міст. 
Єпископи Бертольд I фон Тек та Генріх III фон Шталек зуміли, і 1223-60 рр., створити більшу світську територію. 
Останній став на бік противників Штауферів і зміг завоювати кілька імперських міст, зокрема в регіоні Ортенау.
Цей роздроблений регіон лежав приблизно між Ландау та Більським озером. 
Еттенгайм перетворився на центр верхнього володіння на правому березі Рейну. 
Коли Генріх фон Шталек хотів обмежити права міста Страсбург в 1256 році, між містом та єпископом виникли конфлікти, які загострилися за наступника Генріха, Вальтера фон Герольдзека («Bellum Walterianum»). 
Контроль над містом Страсбург назавжди втрачено після перемоги громадян над єпископом у битві при Гаусбергені в 1262 році. 
Генріх IV фон Герольдзек нарешті визнав ситуацію. 
Рудольф I Габсбург, як союзник Страсбургу, завоював кілька важливих міст, більшість з яких раніше належали імперії. 
Страсбург став безпосередньо підпорядкованим імперії в 1352 році. 
Фрідріх I фон Ліхтенберг придбав володіння Оберкірх на правому березі Рейну в 1303 році. 
Близько 1351 року також отримано імператорську заставу над Ортенау. 
З 1359 року єпископи носили титул ландграфів Ельзасу. 
В середині XIV століття територія князь-єпископства охоплювала приблизно 1400 км². 
Вона містила близько 300 сіл; важливими єпископськими замками були Бернштайн, Гірбаден і Гохбарр. 
З 1444 року єпископи здебільшого проживали в Саверні.

## Пізнє Середньовіччя та ранній Новий час
У 1360—1480 рр. фінансове становище монастиря було проблематичним, частково через численні чвари між єпископами. До 1400 року майже все його майно було закладено. 
Половину байлівіка Ортенау викупило курфюрство Пфальц. 
Решту цієї території втрачено в 1551 році. 
З кінця XV століття деяким єпископам вдалося покращити фінансове становище. 
Були розширені резиденція, місце поховання єпископів у Цаберні та замок Гохбарр. 
Єпископи, хоча й були особисто побожними, вели княжеське життя. 
Багато хто з них був пристрасними мисливцями, але вони також стали покровителями мистецтва та культури.
Реформація швидко поширилася в регіоні за правління Вільгельма фон Гонштайна. 
Імперське місто Страсбург, зокрема, стало центром Реформації. 
Селянську війну 1525 року криваво придушили навіть у єпархії («Селянські битви під Лупштейном»). 
Саме єпископ Іоанн IV фон Мандершайд-Бланкенгайм першим вжив заходів проти протестантизму в соборній капітулі. 
Це призвело до так званої Злодійської війни. 
Після його смерті католик і протестантський кандидат заявили про контроль над собором. 
Це призвело до суперечки щодо Страсбурзької капітули. 
Суперечка закінчилася лише в 1604 році після того, як протестантський кандидат відмовився від своїх претензій. Витрати на війну змусили єпархію передати долину Ренх лютеранському Вюртембергу.
Майно розділили на початку Нового часу через суперечку щодо капітулів між кафедральним собором та єпископом. Кафедральний собор мав право на дохід з території навколо замку Франкенбург та дев'яти пов'язаних з ним сіл. 
Крім того, існували канцелярії Берша та Ерштайну. 
Єпископу належали канцелярії Бенфельда, Дахштайну, Кохерсбергу, Маркольсгайму, Ширмека, Венгенау та Цаберна в Нижньому Ельзасі, вотчини Фройндштайн та Геррлісгайм у Верхньому Ельзасі та канцелярії Еттенгайм та Оберкірх на правому березі Рейну, а також маєток Оппенау.
Єпископи Леопольд V і Леопольд Вільгельм Австрійський з дому Габсбургів безуспішно намагалися повернути Страсбурзький собор для католиків. 
Протестантське місто Страсбург згодом зруйнувало решту католицьких церков. 
Єпископів тимчасово вигнано під час Тридцятилітньої війни.

## Зростаючий французький вплив

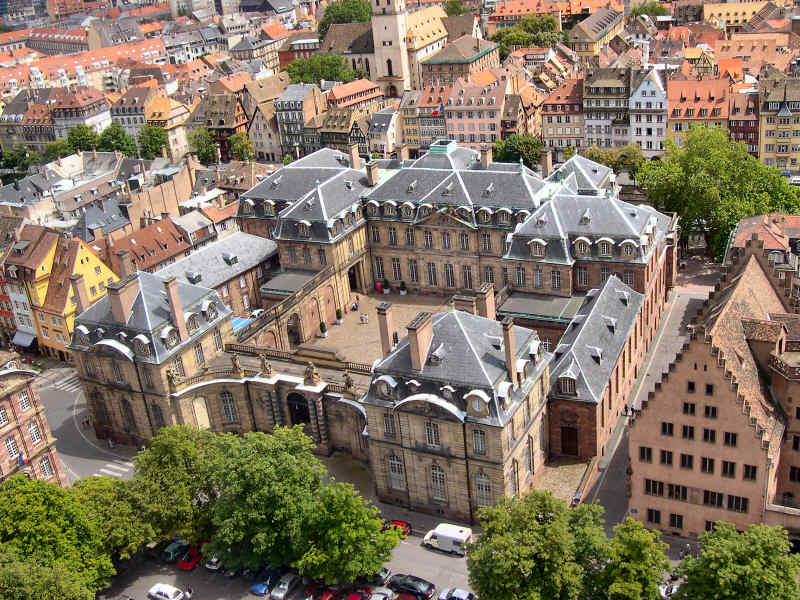
Палац Роган у Страсбурзі на місці середньовічної єпископської резиденції

Зрештою, після закінчення Тридцятилітньої війни єпископи були змушені визнати феодальний суверенітет французької корони над територіями на лівому березі Рейну. 
Французький вплив продовжував зростати, особливо за часів правління принців-єпископів Франца Егона та Вільгельма фон Фюрстенберга та їхніх наступників з дому Роганів. 
У рамках політики возз'єднання Людовика XIV, французький суверенітет над лівобережною частиною єпархії мав бути визнаний в 1680 році. 
Однак після завоювання Страсбурга єпископи повернули собі собор та резиденцію в місті. 
На правому березі Рейну бейлівік абатства Еттенгайммюнстер перейшов до єпархії в 1634 році. 
Монастир, однак, не визнавав підпорядкування до 1740 року. 
У 1757 році приєднано абатство Всіх Святих у Шварцвальді.
У 1789 році території на лівому березі Рейну окупувала Франція. Відтоді єпископи проживали в Еттенгаймі. 
У 1803 році решту території медіатизовано Баденом.

## Правовий статус за часів Рейху
Страсбурзьке єпископство мало місце та право голосу в Імперській раді князів. 
Воно мало там право виборчого голосу та місце на церковній князівській лаві. 
Як католицький імперський маєток, єпископство також належало до Corpus Catholicorum.
У раді Верхньорейнського імперського округу єпископство також мало право голосу на церковно-княжій лаві.
Однак єпископство виключили з Рейхстагу в 1674 — 1724 рр., оскільки Королівство Франція взяло на себе суверенітет над територіями на лівому березі Рейну. 
З 1724 року князь-єпископи французького дому Роганів знову змогли здійснювати свої права голосу в Рейхстазі за свої володіння на правому березі Рейну. 